# The Makemakes

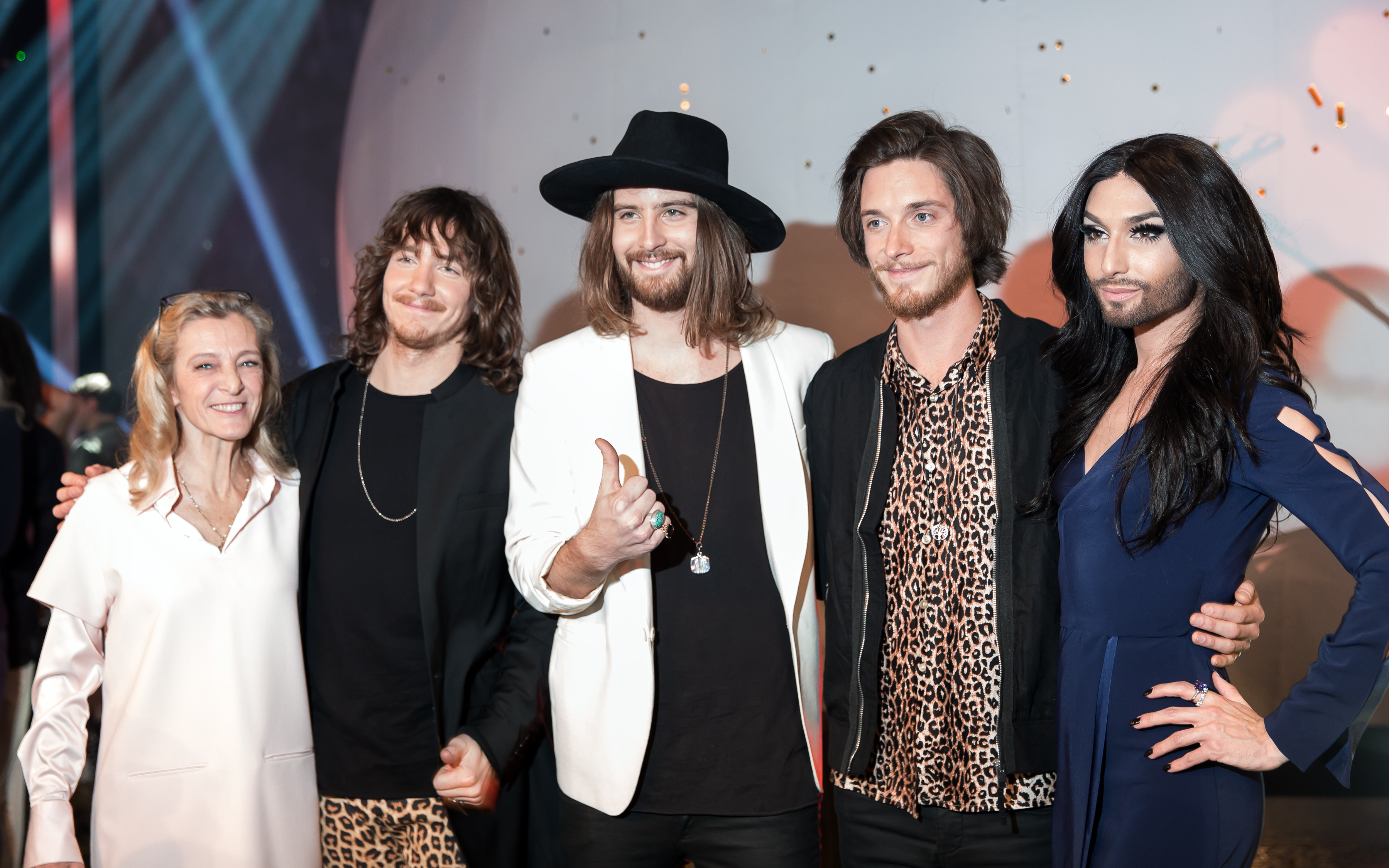
The Makemakes & Conchita Wurst

The Makemakes – austriacki zespół muzyczny grający muzykę pop-rockową założony w 2012 przez Dominica „Dodo” Muhrera, Markusa Christa i Floriana Meindla. 
W 2015 zespół reprezentował Austrię w finale 60. Konkursu Piosenki Eurowizji organizowanego w Wiedniu.

## Historia zespołu
W 2006 perkusista Dominic „Dodo” Muhrer nawiązał współpracę z drugim perkusistą, Florianem Meindlem, którego poznał podczas nauki w szkole muzycznej. Muzycy zdecydowali się na granie wspólnych koncertów oraz udział w konkursach muzycznych. W międzyczasie Muhrer zaczął grać na fortepianie, a Meindl – na gitarze. Niedługo potem do grona muzyków dołączył Markus Christ, z którym założyli swój pierwszy zespół grający muzykę punkową, reggae i hardcore punkową.
W maju 2012 trio zdecydowało się na założenie formacji The Makemakes. Nazwa zespołu została zainspirowana planetą Makemake. Niecały miesiąc po założeniu zespołu wydali debiutancki singiel „The Lovercall”, z którym dotarli do szóstego miejsca austriackich listy przebojów. Dzięki wygranej w konkursie organizowanym przez jedną z lokalnych gazet w 2013 wystąpili przed 50 tys. ludzi jako support przed koncertem Bon Jovi na terenie toru wyścigowego Trabrennbahn Krieau w Wiedniu. W kwietniu 2014 wydali singiel „Million Euro Smile”, z którym trafili na drugie miejsce lokalnych list przebojów. 

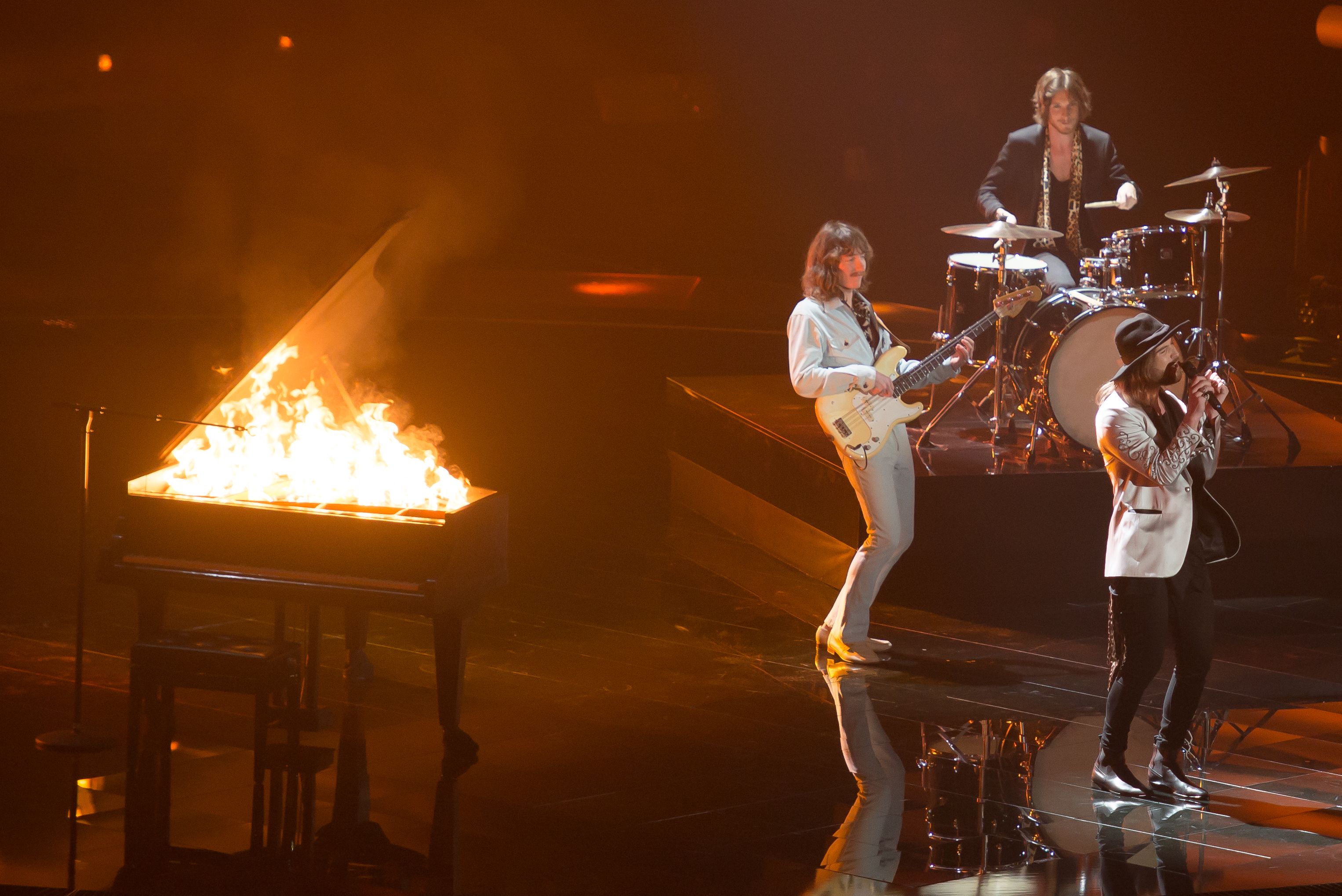
Zespół podczas prób do występu w 60. Konkursie Piosenki Eurowizji w 2015

W grudniu 2014 zostali ogłoszeni jednym z 16 uczestników Wer singt für Österreich?, austriackich eliminacji do 60. Konkursu Piosenki Eurowizji. Pomyślnie przeszli przez kolejne etapy selekcji i przeszli do finału, rozgrywanego 13 marca, w którym zaśpiewali utwór „I Am Yours”. Piosenkę wyprodukował Jimmy Harry, mający na swoim koncie współpracę z wykonawcami, takimi jak Madonna, Pink, Ed Sheeran czy Carlos Santana. Muzycy poznali producenta podczas konkursu przeprowadzonego przez austriackimi selekcjami, w którego trakcie mieli możliwość napisania piosenki z jednym z wybranych twórców. Ostatecznie otrzymali w finale selekcji największe poparcie telewidzów w finale selekcji (ok. 78% głosów), dzięki czemu wygrali eliminacje i zostali ogłoszeni reprezentantami Austrii, gospodarza Eurowizji 2015 organizowanej w Wiedniu. W marcu wyruszyli w ponad dwumiesięczną, międzynarodową trasę promocyjną razem z krajowym nadawcą Österreichischer Rundfunk, podczas której promowali konkurs. W ramach trasy wystąpili m.in. w Słowenii, Rosji, Holandii i Polsce. W maju wydali debiutancki album studyjny, zatytułowany po prostu The Makemakes, na którym znalazło się 13 utworów, w tym m.in. singiel „You Are Not Alone”. 23 maja wystąpili w finale Eurowizji 2015, w którym zajęli ostatnie miejsce, nie zdobywając ani jednego punktu. W czerwcu wystąpili jako support przed koncertami OneRepublic w ramach wschodnio-europejskiej części ich trasy koncertowej.

## Dyskografia
Albumy studyjne
- The Makemakes – 2015

Single
- „The Lovercall” – 2012
- „Million Euro Smile” – 2014
- „I Am Yours” – 2015